# Ultar Sar
L'Ultar Sar (en urdú:آلتر سار), també anomenat Ultar, Ultar II i Bojohagur Duanasir II, és una muntanya de la Batura Muztagh, una serralada secundària del gran massís del Karakoram, al Pakistan. Amb els seus 7.388 metres és la 70a muntanya més alta de la Terra. El cim destaca pel gran desnivell que hi ha des de la vall fins al cim. Així, des de la veïna població de Karimabad, situat a tan sols 2.060 msnm, a la vall d'Hunza, hi ha més de 5.300 metres fins al cim en tan sols 10 km de distància.

## Ascensions
Durant la dècada de 1990 l'Ultar Sar va ser conegut com a suposadament el cim independent més alt sense haver estat escalat. Això no era correcte, ja que el Gangkhar Puensum, a Bhutan, és més alt i continua sense haver estat escalat. Amb tot, això va fer que fossin nombroses les expedicions que es plantegessin la seva escalada. Durant les dècades de 1980 i 1990 fins a quinze expedicions intentaren, en va, fer el cim. No va ser fins al 1996 quan dues expedicions japoneses van coronar-lo per separat, la primera l'11 de juliol amb Akito Yamazaki i Kiyoshi Matsuoka. Van escalar el cim per l'aresta sud-est, en estil alpí, escalant de moltes hores de nit per evitar la caiguda de roques i gel per efecte de la calor. Després de fer el cim es van veure afectats per fortes tempestes que els va retenir diversos dies a la muntanya, fent vivac i sense menjar, abans no tornessin al camp base. Yamazaki morí poc després per culpa del mal d'altura i l'esgotament. El 31 de juliol va fer cim, per l'aresta sud, el segon equip format per Ken Takahashi, Masayuki Ando, Ryushi Hoshino, Wataru Saito i Nobuo Tsutsumi. Des de 1996 no hi ha documentades noves ascensions al cim.